# Schroot (metaal)

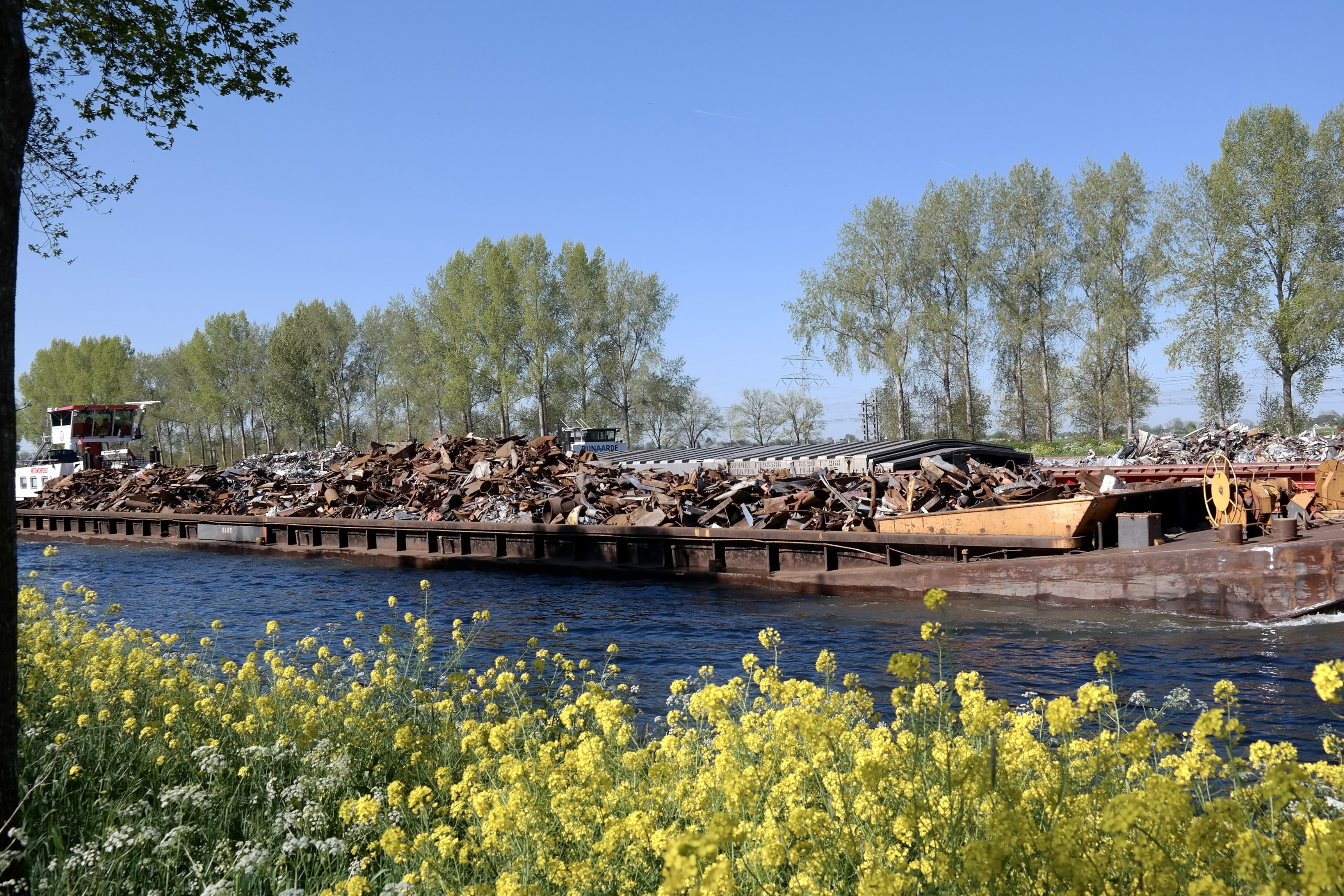
Binnenvaartschip met schroot op Amsterdam-Rijnkanaal.

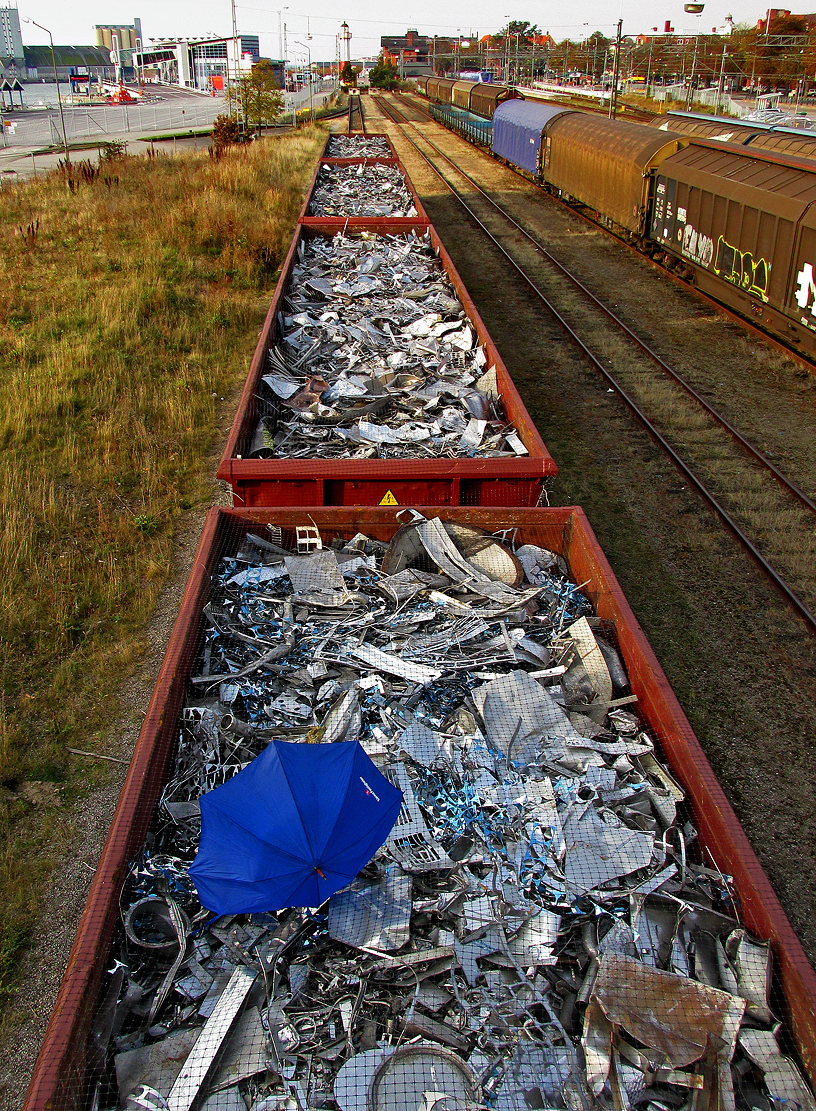
Wagens met schroot in Ystad.

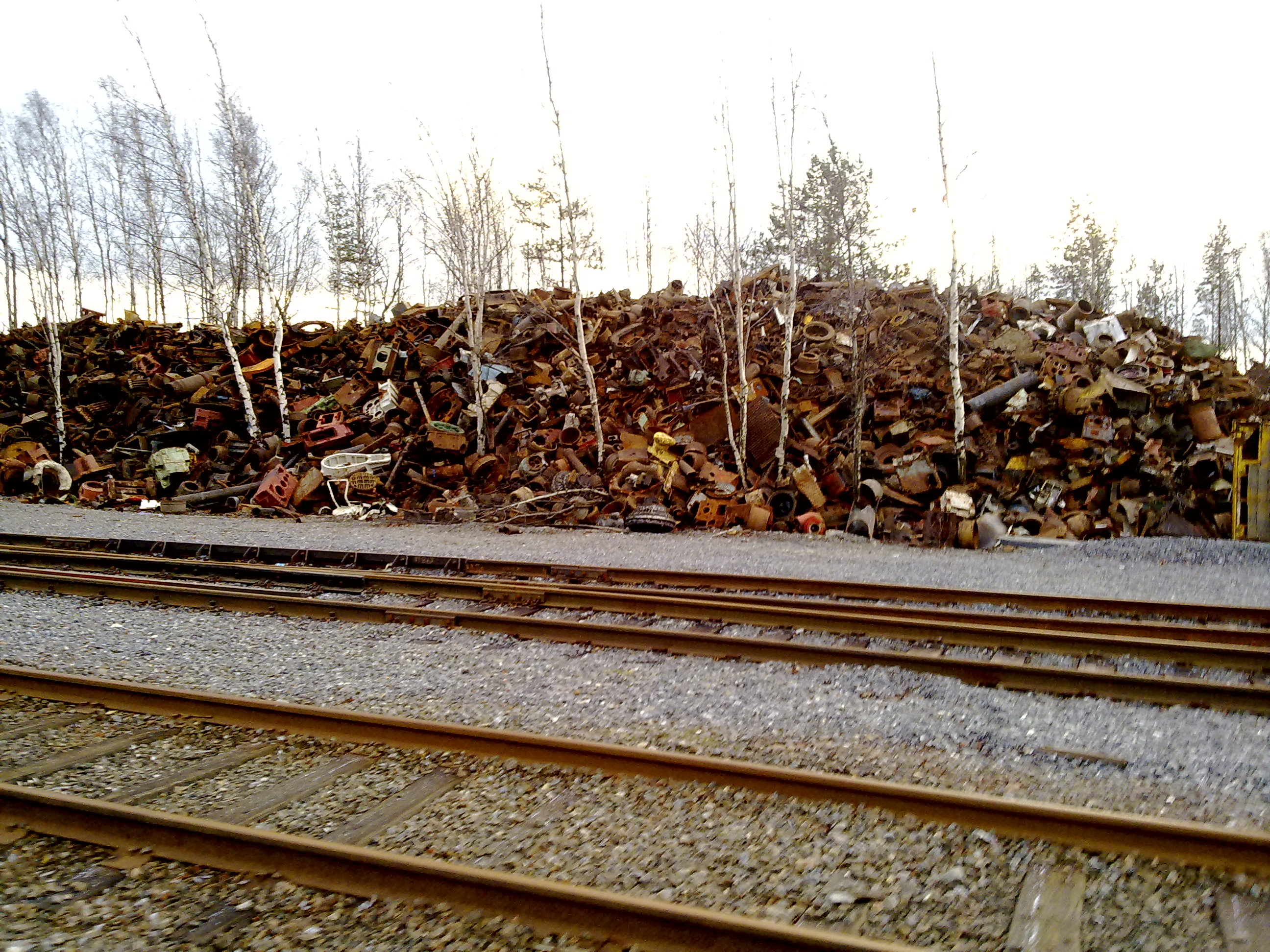
Schroothoop in Finland.

Schroot is de gangbare term voor metaalafval.
Men maakt onderscheid tussen ferroschroot, dat voornamelijk uit ijzer bestaat, en non-ferroschroot, dat uit andere metalen bestaat zoals koper, aluminium, zink, lood en tin. Ook roestvast staal, messing en vele andere legeringen behoren tot het non-ferroschroot. Gemengd schroot van edelmetalen in poeder en fijne vorm wordt lavuur genoemd.
Schroot ontstaat uit afgedankte of anderszins onbruikbare producten. Daarnaast kan het productie-afval van de ijzer- en staalindustrie opnieuw worden ingezet. Huishoudelijk schroot werd vroeger doorgaans opgehaald door een handelaar in oudijzer, vroeger de oud-ijzerboer genaamd. Tegenwoordig wordt het aan de schroothandel op diverse manieren aangeboden. Bedrijven die veel schroot produceren, zoals metaalverwerkende bedrijven, recyclebedrijven en sloperijen, deponeren het in speciale containers, waarbij vaak al een scheiding vooraf wordt gemaakt. Hoe beter men scheidt, hoe meer geld men voor het schroot ontvangt. 
Ook het gemeentelijk afval bevat schroot. Gemengd afval wordt gewoonlijk in een scheidingsinstallatie van schroot ontdaan, waarbij een elektromagneet het ferroschroot verzamelt en de non-ferromethoden via wervelstroomscheiding worden gewonnen. Ook uit de asrest van een afvalverbrandingsinstallatie kan op deze wijze nog schroot worden gewonnen.

## Schroothandel
Er is wereldwijd een levendige handel in schroot. Met name in de staalindustrie is schroot van belang omdat de in de roest (ijzeroxide) aanwezige zuurstof zich bindt met de in het ijzer aanwezige koolstof tot kooldioxide. Ook wordt schroot wel als toeslag in het hoogovenproces gebruikt. Een bedrijf als Tata Steel te IJmuiden gebruikt doorgaans 15-18% schroot. Staalfabrieken die niet over eigen hoogovens beschikken, zoals Nedstaal, gebruiken vrijwel uitsluitend schroot. Ook in ijzergieterijen wordt veel schroot toegepast.
Hoewel de binnenlandse productie van schroot vaak niet geregistreerd wordt, geven de import- en exportcijfers van een land als Nederland het belang van schroot zeer goed aan. 
Voor ferroschroot zijn bijvoorbeeld de volgende getallen bekend:
- 1850: Import: 0,126 kton; export: 1,2 kton
- 1910: Import: 86 kton; export: 150 kton
- 1970: Import: 298 kton; export: 815 kton
- 2005: Import: 2.030 kton; export: 4.140 kton

Voor de diverse non-ferroschrootsoorten zijn de getallen veel lager, voor koperschroot bijvoorbeeld enkele tientallen kton per jaar.
Ongeveer een kwart van alle metaal dat gemaakt wordt is eerder op deze manier gerecycled.